# Park Staromiejski w Łodzi
Park Staromiejski (tzw. Park Śledzia) – park w Łodzi, położony pomiędzy ulicami Zachodnią, Ogrodową, Północną, Franciszkańską i Wolborską, przedzielony Nowomiejską. Powierzchnia wynosi 17 ha.

## Historia i architektura
Powstał w latach 1951–1953 według projektu K. Chrabelskiego. Położony na Starym Mieście, w dolinie rzeki Łódki, schowanej obecnie w podziemnym kanale.
Miejsce, w którym znajduje się park, niemal do końca XIX wieku było zbiornikiem wodnym (tzw. Staw na rzece Łódce). Gdy zbiornik osuszono, a płynącą tamtędy rzekę ujęto w kanał, okolica została ściśle zabudowana. Mieszkali tu przede wszystkim wyznawcy judaizmu. W dzielnicy znajdował się m.in. Targ rybny, a w okolicy Starego Rynku, w północnych krańcach dzisiejszego parku stanęła synagoga wielka, tzw. Altstedt. W 1941 roku władze okupacyjne zdecydowały o wyburzeniu części budynków, chcąc w ten sposób zarysować południową granicę Litzmannstadt Ghetto. Po wojnie postanowiono w tej okolicy stworzyć teren zielony. W 1951 roku – na skraju powstającego parku, w bliskiej okolicy skrzyżowania Północnej i Franciszkańskiej – oddano do użytku pętlę tramwajową, na której swój bieg kończyły linie podmiejskie. Zwyczajowo, okolica ta nazywana jest tzw. „zaginionym kwartałem”.
W parku znajduje się staw na rzece Łódce, rzeźba Henryka Burzeca, rzeźba Całoroczny Zegar Słoneczny i pomnik Dekalogu (Mojżesza) po stronie wschodniej oraz fontanna, pomnik Aleksandra Kamińskiego i stoliki szachowe po zachodniej.
Park nazywany jest potocznie przez łodzian „parkiem śledzia”. Nazwa pochodzi prawdopodobnie od zlokalizowanego w tym miejscu przed II wojną światową targu rybnego. Na targu sprzedawano przede wszystkim solone śledzie – jedne z najtańszych wówczas artykułów spożywczych.

## Przyszłość

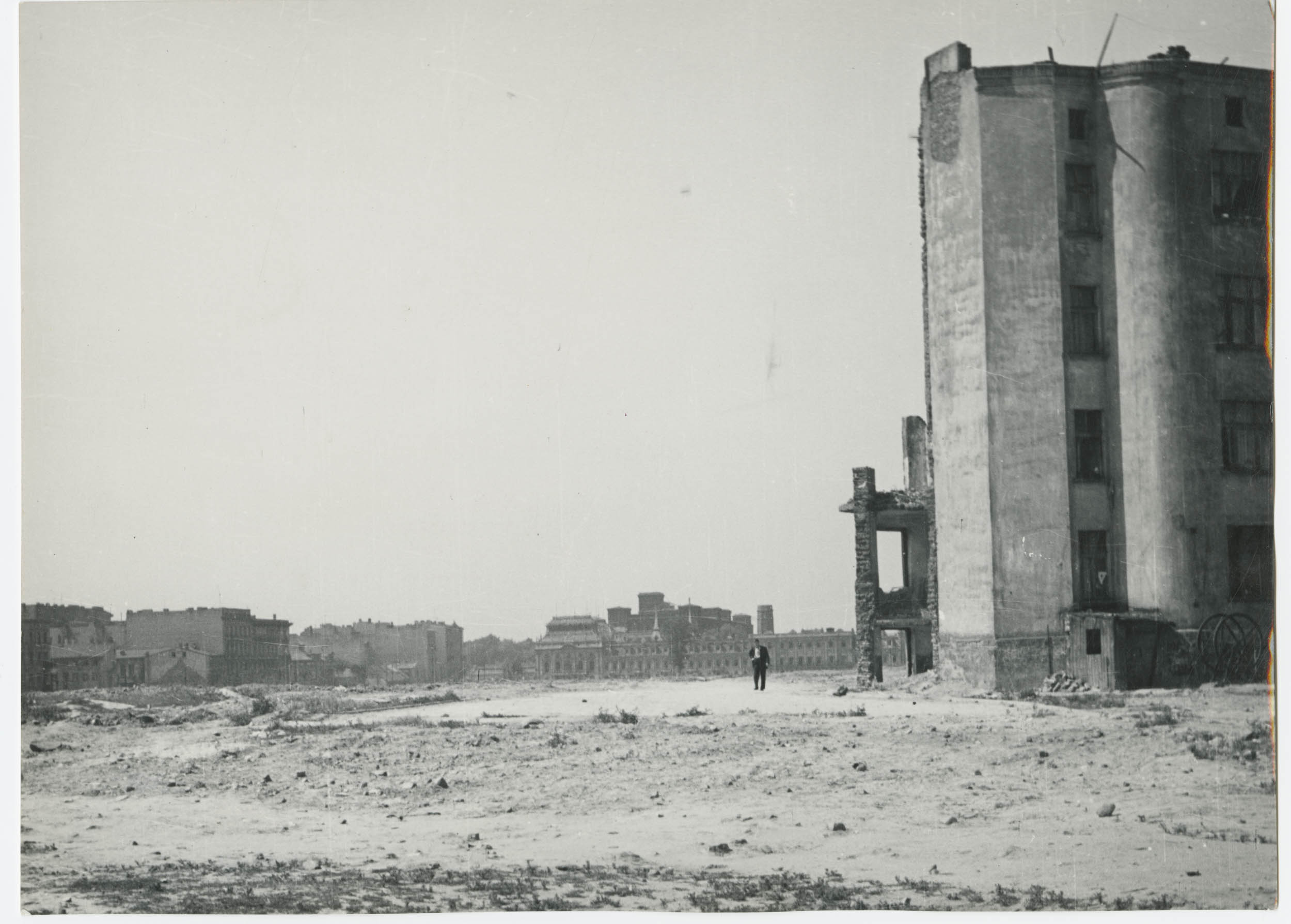
Teren, na którym powstał Park Staromiejski, przed 1951 rokiem. Fot. Ignacy Płażewski

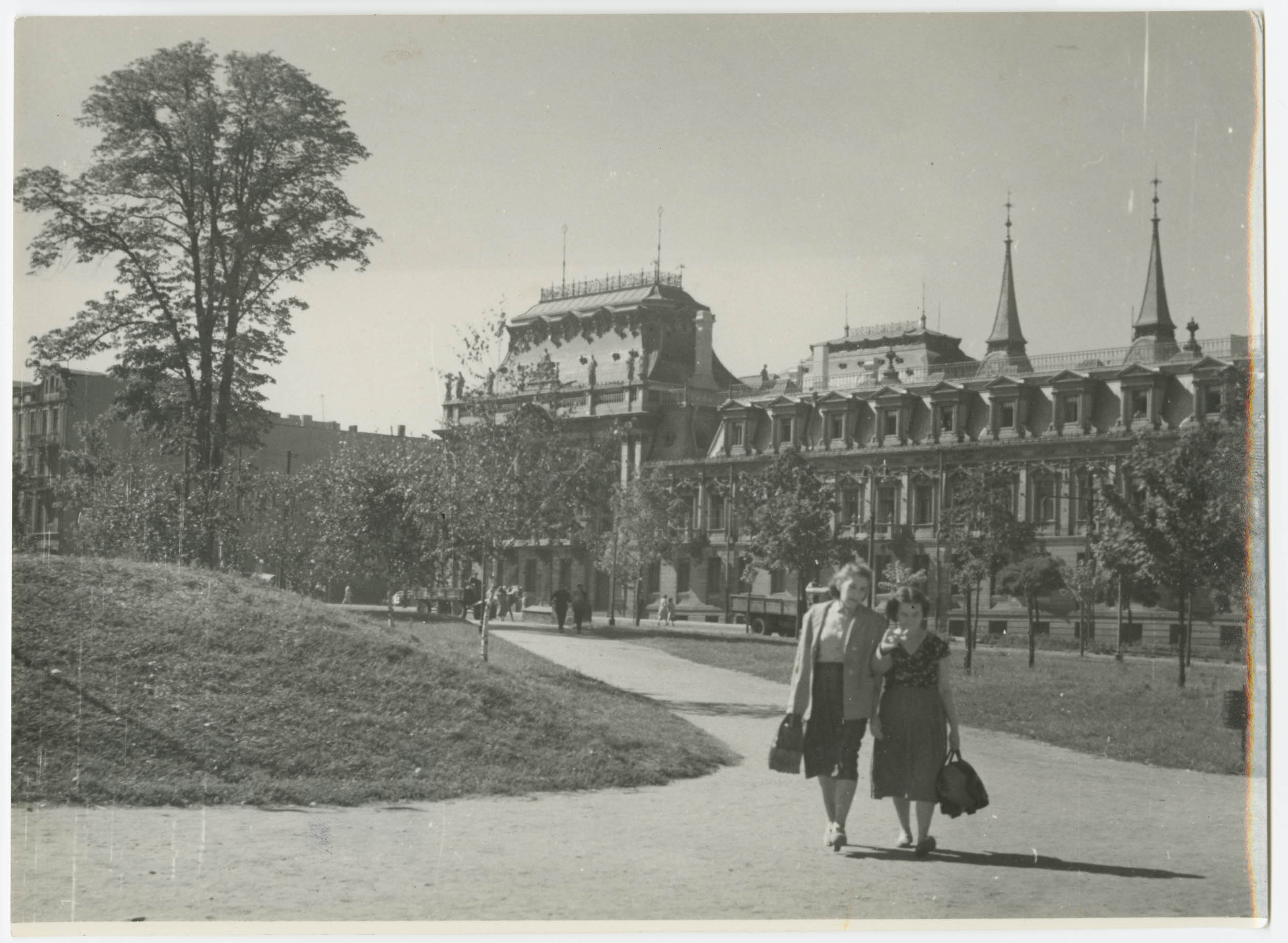
Park Staromiejski w latach 50.–60. XX wieku, na drugim planie pałac Poznańskich. Fot. Ignacy Płażewski

W 2017 roku zdecydowano o rewitalizacji parku Staromiejskiego . Najważniejszym zadaniem ma być odtworzenie skrzyżowania ulic Wolborskiej i Jerozolimskiej, i dobudowanie w jego miejscu fragmentów ścian oporowych . Planowane jest posadzenie na terenie parku żywopłotów, które miałyby przypominać o przedwojennej zabudowie w tym miejscu . Zrekonstruowane mają być też dwie bramy, które prowadziły niegdyś na targ Eljasza Karo . Zbudowana ma być także druga fontanna, która wraz z istniejącą ukazywać będzie miejsce, w którym płynie podziemna rzeka Łódka . Ponadto planowany jest remont wspomnianej wyżej pętli tramwajowej, a w jej bezpośrednim sąsiedztwie powstaną zielony amfiteatr oraz skatepark .